# 시마다섬

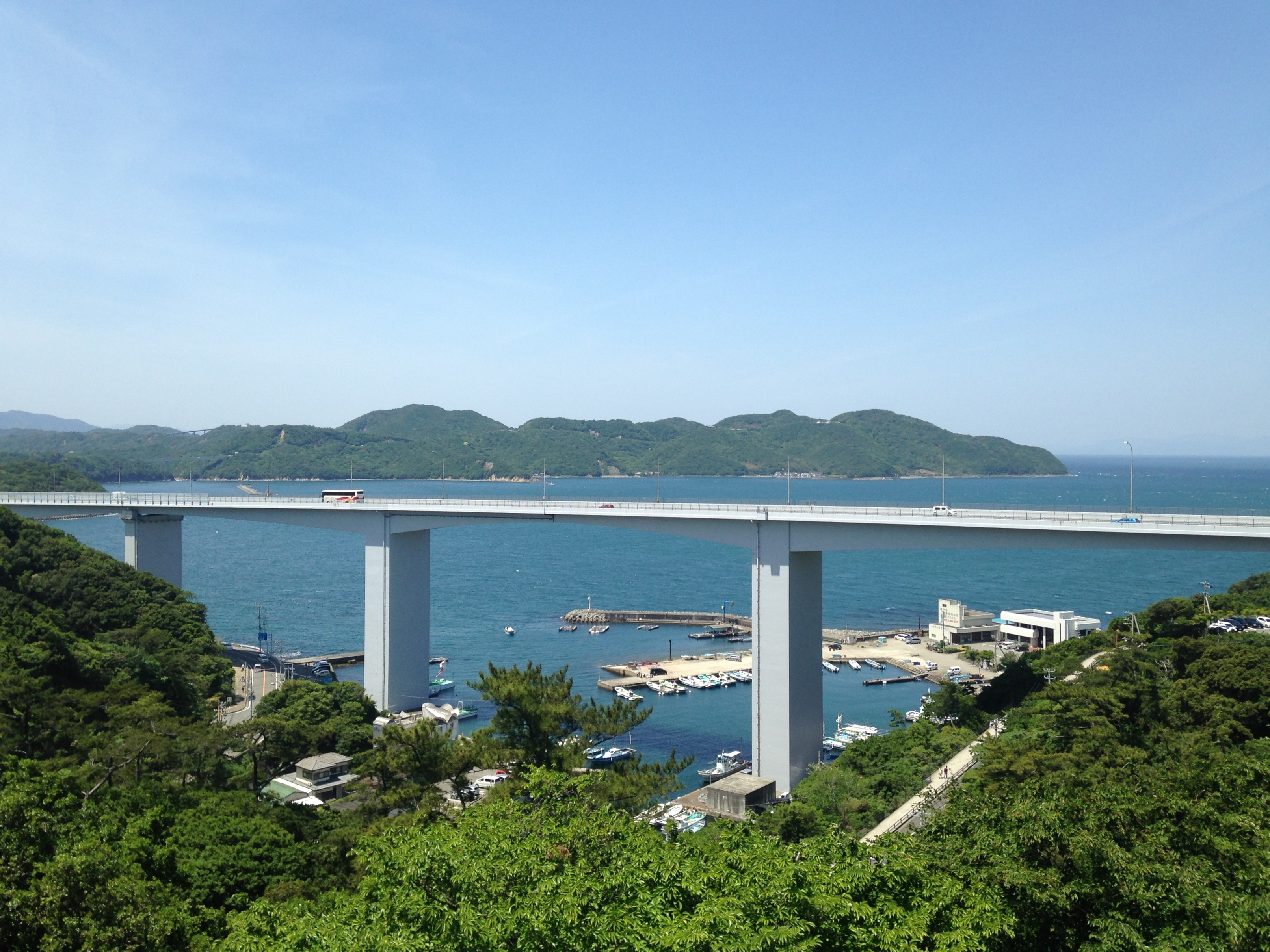

시마다섬(島田島)은 일본 시코쿠 도쿠시마현의 여러 섬들 중 하나이다. 이 섬은 오게섬, 시코쿠와 연결되어 있다. 이 섬은 오게섬의 북서쪽에 위치한다.

## 같이 보기
- 도쿠시마현
- 오게섬